# Часы Colgate (Джерси-Сити)
Часы Colgate (англ. Colgate Clock) — восьмиугольные часы на берегу реки Гудзон в районе Эксчендж-Плейс, город Джерси-Сити, штат Нью-Джерси, США. Диаметр циферблата — 15,24 метра (50 футов), площадь — 182,6 м². Минутная стрелка имеет в длину 7,87 метра (25 футов 10 дюймов), часовая — 6,1 метра (20 футов). На момент создания считались самыми большими часами в мире. Погрешность хода составляет не более одной минуты. Цифры и минутные отсечки отсутствуют. Столь нехарактерная форма циферблата олицетворяет собой восьмиугольное мыло, когда-то выпускавшееся компанией Colgate. 
Часы были созданы в 1924 году для компании Colgate-Palmolive и размещены на крыше её фабрики в Джерси-Сити. Их запуск осуществил 1 декабря того же года мэр города Фрэнк Хаг. Они заменили собой другие часы, находившиеся там с 1906 года. После замены часов на новые, старые были отправлены в Кларксвилл, штат Индиана, где стали местной достопримечательностью.
После почти 31 года беспрерывной работы часы в первый раз были остановлены для ремонта в 9:30 13 июня 1955 года. Были заменены части, подвергшиеся коррозии, в том числе стрелки. Ремонт затянулся дольше, чем планировалось, часы были пущены вновь лишь 29 июля того же года.
В 1985 году здание фабрики было снесено, часы сняли и перенесли примерно на 400 метров от прежнего местонахождения, установив чуть выше уровня земли. В 2001 году на месте снесённой фабрики началось строительство небоскрёба 30 Hudson Street — самого высокого здания города и штата с 2004 года по настоящее время, и ныне часы Colgate находятся примерно в 100 метрах от этого небоскрёба. За содержание часов отвечает компания Goldman Sachs, которой принадлежит 30 Hudson Street.
Часы Colgate являются обязательной докладной точкой для некоторых типов воздушных судов, находящихся в коридоре нижнего течения реки Гудзон.
В июне 2013 года началась реставрация часов: установка светодиодной подсветки, улучшение фундамента, замена стальных деталей.
- Изначальное расположение часов на крыше фабрики
- Вид из Бэттери-Парк-сити. Время по часам могут узнавать жители не только Нью-Джерси, но и Нью-Йорка[4]
- Часы сзади. На заднем плане видны здания Нижнего Манхэттена